# Alopecurus baptarrhenius
Alopecurus baptarrhenius är en gräsart som beskrevs av Sylvia Mabel Phillips. Alopecurus baptarrhenius ingår i släktet kavlen, och familjen gräs.
Artens utbredningsområde är Etiopien. Inga underarter finns listade i Catalogue of Life.